# Sterculia oblonga
Sterculia oblonga är en malvaväxtart som beskrevs av Maxwell Tylden Masters. Sterculia oblonga ingår i släktet Sterculia och familjen malvaväxter. Inga underarter finns listade i Catalogue of Life.